# Indicazione geografica
L'indicazione geografica (nota anche con l'acronimo I.G.) è una denominazione che identifica un prodotto legato ad un territorio determinato. Essa è definita dall'Accordo TRIPs in due articoli (articolo 22 e articolo 23). In particolare l'articolo 22.1 TRIPs recita:
"Le indicazioni geografiche sono, (...), indicazioni che identificano un bene come originario del territorio di uno Stato Membro, o di una regione o località in tale territorio, laddove una data qualità, reputazione o altra caratteristica del bene sia essenzialmente attribuibile alla sua indicazione geografica"
Da tale definizione si evince che l'IG definita dal TRIPs altro non è che un nome geografico. L'Accordo obbliga gli Stati Membri a tutelare tali nomi ma non dice come. Per questo, i sistemi giuridici di protezione delle IG variano considerevolmente da giurisdizione in giurisdizione. Per esempio, in Unione Europea è in vigore un sistema di protezione sui generis con il quale la protezione è conferita tramite l'assegnazione dello status di Denominazione di origine controllata o di Indicazione geografica protetta. Negli Stati Uniti, invece, si preferisce ricorrere a strumenti quali il Marchio collettivo o il Marchio di Certificazione. Altri paesi ancora applicano il regime generale del Diritto della Concorrenza Sleale.

## Funzione delle Indicazioni Geografiche
Usata come strumento di commercializzazione, l'IG ha la funzione di dare al consumatore un'informazione chiara a riconoscibile sulle caratteristiche del prodotto.
L'effetto previsto è di assicurare la qualità di un prodotto, evidenziare l'identità di una marca e preservare le tradizioni culturali. I produttori di geografie diverse possono invece percepirlo come una forma di protezionismo o di privativa simile alla cosiddetta proprietà intellettuale.

## Indicazioni Geografiche in Italia
In Italia, le indicazioni geografiche sono protette dall'art.29 - Oggetto della tutela (art. 31, comma 1, D.Lgs. 19 marzo 1996, n. 198) 
.
Le più note sono DOC, DOCG, IGP.

## Indicazioni Geografiche in UE
Nell'Unione europea, le bevande spiritose riconosciute IG sono regolamentate  e  "E-Spirit-Drinks" è la sua banca dati on line.